# Ćuprija
Ćuprija (en serbe cyrillique : Ћуприја) est une ville et une municipalité de Serbie. Elles sont situées dans le district de Pomoravlje. Au recensement de 2011, la ville comptait 19 380 habitants et la municipalité dont elle est le centre 30 020.

## Géographie
Ćuprija est située sur l'autoroute serbe A1 (route européenne E75), à 140 km au sud de Belgrade et à 90 km au nord de Niš.

## Climat
La station météorologique de Ćuprija, située à 123 m d'altitude, enregistre des données depuis 1896 (coordonnées 43° 56′ N, 21° 23′ E). Ćuprija jouit d'un climat continental modéré.
La température maximale jamais enregistrée à la station a été de 44,6 °C le 24 juillet 2007 et la température la plus basse a été de −28,4 °C le 9 février 1956. Le record de précipitations enregistré en une journée a été de 87,8 mm le 18 août 1972. La couverture neigeuse la plus importante a été de 58 cm le 30 janvier 1987.
Pour la période de 1961 à 1990, les moyennes de température et de précipitations s'établissaient de la manière suivante :
| Mois                                       | Janv | Fév  | Mars | Avr  | Mai  | Juin | Juil | Août | Sept | Oct  | Nov  | Déc  | Année |
| ------------------------------------------ | ---- | ---- | ---- | ---- | ---- | ---- | ---- | ---- | ---- | ---- | ---- | ---- | ----- |
| Températures maximales moyennes (°C)       | 3,1  | 6,1  | 11,7 | 17,8 | 22,6 | 25,5 | 27,5 | 27,8 | 24,2 | 18,1 | 10,9 | 4,8  | 16,7  |
| Températures moyennes (°C)                 | -0,7 | 1,7  | 5,9  | 11,4 | 16,2 | 19,0 | 20,4 | 20,1 | 16,4 | 11,1 | 5,9  | 1,3  | 10,7  |
| Températures minimales moyennes (°C)       | -4,2 | -2,1 | 1,0  | 5,1  | 9,8  | 12,6 | 13,5 | 13,0 | 10,0 | 5,6  | 1,9  | -2,0 | 5,4   |
| Moyennes mensuelles de précipitations (mm) | 45,6 | 43,5 | 45,2 | 52,9 | 78,7 | 87,5 | 60,7 | 43,4 | 47,7 | 37,8 | 52,9 | 55,5 | 651,5 |

## Histoire
Les Romains fondèrent la ville d'Horreum Margi (le « grenier de la Morava ») comme un avant-poste sur la route de Rome à Constantinople. Elle s’organisa autour d’un pont qui permettait la traversée de la Velika Morava.
Quand les Serbes s'installèrent dans la région, la ville prit le nom de Ravno (mot serbe qui signifie « plat »), en raison du relief modéré de la vallée dans laquelle elle était située. Quelques noms locaux, comme ceux des villages de Paljane et Isakovo ou comme celui de la rivière Mirosava, rappellent le grand affrontement qui eut lieu à l'automne 1191 entre les Serbes de Stefan Nemanja et l'armée de l'empereur byzantin Isaac II Ange.
Au XVe siècle, la ville fut appelée Ćuprija (mot turc pour désigner le « pont ») quand elle passa sous le contrôle de l’Empire ottoman. Lors de la révolte serbe de 1788, la ville fut momentanément libérée et elle fit partie de la Krajina de Koča, un territoire arraché aux Turcs  et rattaché à la couronne des Habsbourg ; le futur chef du Premier soulèvement serbe contre les Turcs, Karađorđe (Karageorges), participa à la révolte.
Le centre ville fut endommagé lors de la campagne de bombardements de l’OTAN en 1999.

## Localités de la municipalité de Ćuprija

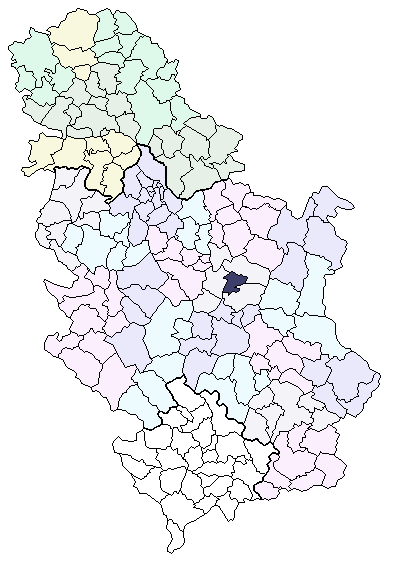
Localisation de la municipalité de Ćuprija en Serbie

La municipalité de Ćuprija compte 16 localités :
| - Batinac - Bigrenica - Virine - Vlaška - Dvorica - Ivankovac - Isakovo - Jovac - Kovanica - Krušar - Mijatovac - Ostrikovac - Paljane - Senje - Supska - Ćuprija |

Ćuprija est officiellement classée parmi les « localités urbaines » (en serbe : градско насеље et gradsko naselje) ; toutes les autres localités sont considérées comme des « villages » (село/selo).

## Démographie

### Ville

#### Évolution historique de la population dans la ville
| 1948  | 1953   | 1961   | 1971   | 1981   | 1991   | 2002   | 2011   |
| ----- | ------ | ------ | ------ | ------ | ------ | ------ | ------ |
| 9 609 | 11 967 | 14 053 | 17 564 | 20 547 | 21 367 | 20 585 | 19 380 |

### Municipalité
Les villages de Bigrenica et d'Isakovo sont habités par une majorité de Valaques. Toutes les autres localités de la municipalité sont majoritairement peuplées de Serbes.

## Politique
À la suite des élections locales serbes de 2008, les 37 sièges de l'assemblée municipale de Ćuprija se répartissaient de la manière suivante :
| Parti                                                                         | Sièges |
| ----------------------------------------------------------------------------- | ------ |
| Parti socialiste de Serbie - Parti des retraités unis de Serbie - Serbie unie | 11     |
| Pour une Ćuprija européenne                                                   | 8      |
| Parti radical serbe                                                           | 6      |
| Liste « Ravanica »                                                            | 5      |
| G17 Plus                                                                      | 4      |
| Parti démocratique de Serbie                                                  | 3      |

Borivoje Kalaba, membre du Parti socialiste de Serbie (SPS), a été élu président (maire) de la municipalité, succédant ainsi à Ljubomir Marić, lui aussi membre du SPS.

## Culture
Le musée d'Horreum Margi-Ravno (en serbe : Muzej Horreum Margi-Ravno) est une des institutions culturelles les plus importantes de la ville de Ćuprija. Il a été créé en 1954 pour abriter les découvertes archéologiques effectuées dans la région et, notamment, des objets datant de l'époque romaine. En revanche, une crue de la Morava survenue en 1965, a endommagé une partie des collections. Il a rouvert ses portes en 1993 dans un nouveau bâtiment. L'actuelle bibliothèque nationale Dušan Matić (Narodna biblioteka Dušan Matić) a ouvert ses portes le 29 décembre 1868 ; elle abrite environ 50 000 ouvrages, dont 30 000 de littérature serbe ou étrangère. Le parc mémorial de la Bataille d'Ivankovac (Spomen park Boj na Ivankovcu), situé à quelques kilomètres de Ćuprija, célèbre le souvenir de la bataille d'Ivankovac qui a eu lieu le 18 août 1805, opposant l'armée serbe conduite par Karađorđe (Karageorges), Milenko Stojković et Petar Dobrnjac et les troupes ottomanes commandées par Hafiz-paša ; ce fut la première bataille rangée du premier soulèvement serbe contre les Turcs.
Chaque année depuis 1982, la Bibliothèque nationale de la ville organise une manifestation appelée Les jours de Matić (en serbe : Matićevi dani), en l'honneur du poète Dušan Matić, originaire de la ville ; des spectacles et des expositions y sont proposées aux participants.

## Tourisme

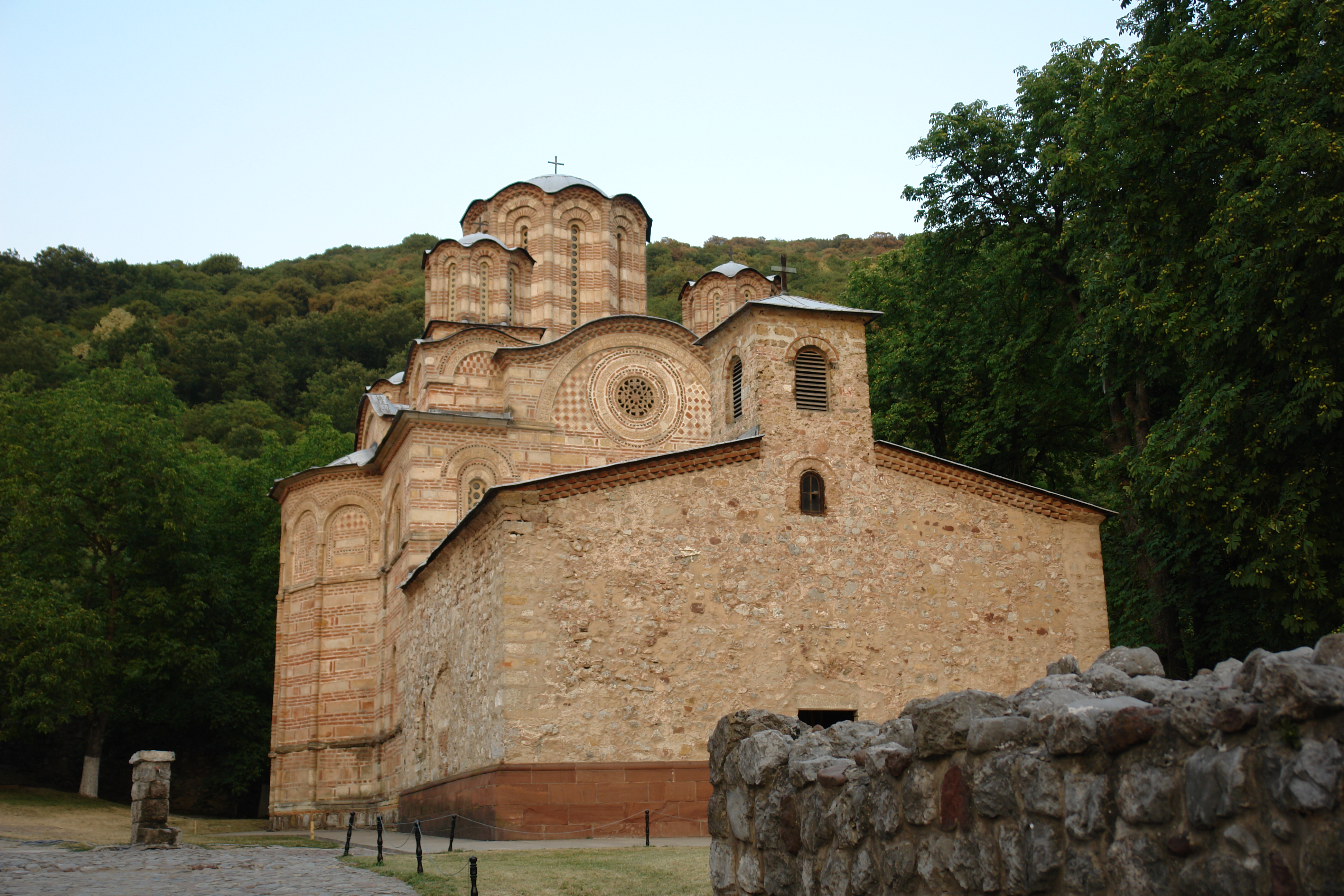
L'église du monastère de Ravanica

À 8 km de Ćuprija se trouve le monastère orthodoxe serbe de Ravanica, fondé en 1377, par le prince Lazar Hrebeljanović. L'église Saint-Georges de Ćuprija a été construite en 1834.

## Économie
Les terres cultivées couvrent une superficie de 19 413 hectares, soit 67,55 % du territoire de la municipalité de Ćuprija. On y produit essentiellement du blé et du maïs. Vingt fermes d'élevage y sont officiellement enregistrées, dont la plus connue est la société agricole Dobričevo, qui, à elle seule, possède 8 000 porcs, 400 vaches et près de 1 000 chèvres.
Les activités industrielles de la ville sont principalement la métallurgie et l'agroalimentaire et, dans une moindre mesure, l'industrie papetière, l'énergie, l'optique et le textile.

## Personnalités
- Aleksa Jovanović (1846-1920), homme politique, président du Conseil du royaume de Serbie ;
- Dušan Matić (1898-1980), poète ;
- Dragoslav Mihailović (né en 1930), écrivain, académicien.

## Coopération internationale
Ćuprija a signé des accords de partenariat avec les villes suivantes :
- Celje (Slovénie)
- Gradiška (Bosnie-Herzégovine)
- Janjice (Grèce)